# Teorie Z
Teorie Z je název pro různé teorie lidské motivace postavené na teorii X a Y Douglase McGregora. Teorie X, Y a různé verze teorie Z se používají v oblasti řízení lidských zdrojů, organizačního chování, organizační komunikace a organizačního rozvoje. 
McGregorova teorie X tvrdí, že pracovníci mají práci ze své podstaty neradi, vyhýbají se jí a musí být k ní vedeni, na rozdíl od teorie Y, která tvrdí, že práce je přirozená a může být zdrojem uspokojení, pokud je zaměřena na vyšší lidské psychologické potřeby. 
Jednu z teorií Z vytvořil Abraham H. Maslow ve svém článku „Teorie Z“, který byl publikován v roce 1969 v časopise Journal of Transpersonal Psychology. Druhou teorií je teorie 3D, kterou vytvořil W. J. Reddin ve své knize Managerial Effectiveness (1970), a třetí teorií je takzvaný „japonský styl řízení“ Williama Ouchiho, který ji vysvětlil ve své knize Theory Z: How American Business Can Meet the Japanese Challenge (1981) reagující na asijský hospodářský boom v 80. letech 20. století. 
Pro Ouchiho se teorie Z zaměřila na zvýšení loajality zaměstnanců k firmě tím, že poskytuje práci na celý život se silným důrazem na blaho zaměstnance, a to jak na pracovišti, tak mimo něj. Podle Ouchiho má řízení podle teorie Z tendenci podporovat stabilní zaměstnání, vysokou produktivitu a vysokou morálku a spokojenost zaměstnanců. 

## Teorie před Z
Abraham Maslow, psycholog a průkopník v oblasti lidské motivace, vytvořil teorii motivace založenou na lidských potřebách, která vychází ze tří předpokladů. Za prvé, lidské potřeby nejsou nikdy zcela uspokojeny. Za druhé, lidské chování je účelné a motivované potřebou uspokojení. Za třetí, tyto potřeby lze klasifikovat podle hierarchické struktury důležitosti od nejnižších po nejvyšší (Maslow, 1954):
1. Fyziologické potřeby
2. Potřeby bezpečí
3. Potřeba sounáležitosti a lásky
4. Potřeby úcty – sebedůvěry
5. Potřeba seberealizace – potřeba dosáhnout svého plného potenciálu

Maslowova teorie hierarchie potřeb pomáhá manažerům pochopit, co zaměstnance motivuje. Pochopením toho, jaké potřeby musí být uspokojeny, aby zaměstnanec dosáhl nejvyšší úrovně motivace, jsou pak manažeři schopni vytěžit z výroby maximum. 
Teorii X a teorii Y vytvořil Douglas McGregor, sociální psycholog, který se zabýval charakteristikami úspěšných organizací. McGregorova kniha The Human Side of Enterprise (1960) popisuje teorie X a Y na základě původní Maslowovy hierarchie potřeb. McGregor hierarchii rozdělil na potřeby nižšího řádu (Teorie X) a potřeby vyššího řádu (Teorie Y). Naznačil, že management sice potřebuje motivovat zaměstnance, ale lepších výsledků lze dosáhnout spíše využitím Teorie Y než Teorie X (Heil, Bennis, & Stephens, 2000). 

## Teorie Z podle Maslowa
Na konci své kariéry se Maslow stále více zaměřoval na sebepřekonání jako lidský fenomén a zájem. Jak vysvětlil ve svém zásadním článku nazvaném Teorie Z, motivace k transcendenci doslova „přesahuje“ jeho původní hierarchii potřeb. Tak například někteří lidé, kteří dosáhnou seberealizace - nejvyšší úrovně jeho původní pyramidy -, dosáhnou také transcendentní životní orientace, zatímco jiní seberealizátoři nikoli. Na druhou stranu někteří lidé, jako například příslovečný „hladovějící umělec“, oceňují sebetranscendenci před všemi materiálními hodnotami, včetně seberealizace (ve smyslu být materiálně „úspěšný“). Proto pro Maslowa není transcendence ani tak rozšířením jeho původní pyramidy, jako spíše ortogonální dimenzí. 
Teorie X, Y a Z hrají roli v tom, jak by měla společnost úspěšně hospodařit. Maslow věřil, že ideální organizace bude využívat lidskou touhu po sebepřekonání a také motivace jeho původní pyramidy.